# Meliboia (Niobide)
Meliboia (altgriechisch Μελίβοια Melíboia) ist in der griechischen Mythologie eine der Niobiden, Tochter der Niobe und des Amphion.
Wegen des Frevels der Niobe werden alle ihre Kinder von Apollon und Artemis getötet, nur Meliboia und ihr Bruder Amyklas entkommen der Vernichtung auf Fürsprache Letos hin. Sie gelangen nach Argos, wo sie Leto aus Dank einen Tempel errichten.
Bei der Tötung ihrer Geschwister ist Meliboia vor Schreck erblasst (χλωρή chlōrḗ), weshalb sie von da an Chloris genannt wird.
Meliboia heiratete Neleus und hatte mit ihm die Kinder Pero, Periklymenos, Alastor und Nestor.